# جاك فيشي
جاك فيشي (بالفرنسية: Jacques Fieschi)‏ (و. 1948  م) هو كاتب سيناريو، وكاتب، ومخرج أفلام، وناقد سينمائي، وممثل أفلام، ورئيس تحرير من فرنسا، والاحتلال الفرنسي للجزائر، ولد في وهران.

## وصلات خارجية
- جاك فيشي على موقع IMDb (الإنجليزية)
- جاك فيشي على موقع ميتاكريتيك (الإنجليزية)
- جاك فيشي على موقع روتن توميتوز (الإنجليزية)
- جاك فيشي على موقع ألو سيني (الفرنسية)
- جاك فيشي على موقع أول موفي (الإنجليزية)
- جاك فيشي على موقع قاعدة بيانات الأفلام السويدية (السويدية)
- جاك فيشي على موقع قاعدة بيانات الفيلم (الإنجليزية)
- جاك فيشي على موقع كينوبويسك (الروسية)